# Дракон (клас яхт)

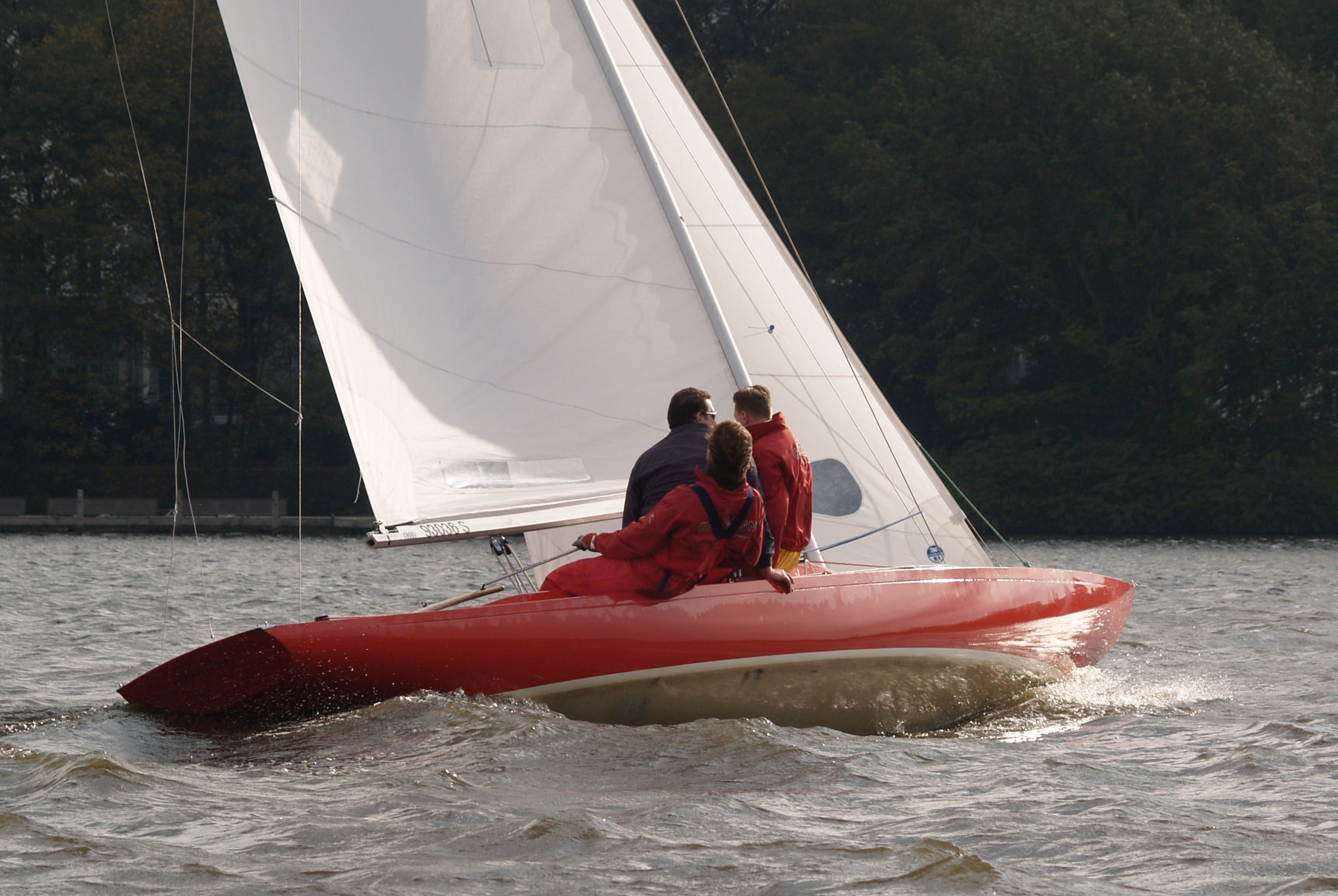

«Дракон» — клас гоночних вітрильних яхт. Конструкція була розроблена в кінці 1920-х років норвезьким яхтсменом Джоханом Анкером. Є найчисленнішим класом кільових яхт-монотипів.

## Історія
У 1920-х роках яхтинг в Європі став популярним серед середнього класу. У 1928 році Королівський яхт-клуб Гетеборга вирішив провести конкурс з метою створення недорогої молодіжної яхти-монотипа. Джохан Анкер подав на конкурс проект «безпечної кільової яхти» — шлюпа з великим гротом і невеликим стакселем на зрушеній в корму щоглі. Таке компонування дозволяло легко справлятися з сильними поривами вітру. Після перемоги в конкурсі клас став популярний в різних країнах. Приміром, в 1935 році до Великої Британії був завезений перший «Дракон», через чотири роки число «Драконів» в англійських водах зросло до 120. «Дракон» місцевого виробництва в 1936 році коштував 226 фунтів стерлінгів.
В 1948 році гонки в класі «Дракон» включили в програму Олімпійських ігор. Того ж року побудований на спецзамовлення на англійської верфі «Дракон» був придбаний британськими яхтсменами за тисячу фунтів і піднесений у вигляді весільного подарунка британському королівському подружжю.
Клас входив до програми Олімпійських ігор з 1948 по 1972. Після вилучення з програми Олімпійських ігор клас став стрімко втрачати популярність. На початку 2000-х років інтерес до класу поновився, хоча яхти класу і поступаються за ходовими якостями близьким за характеристиками сучасним класам.
Головою Міжнародної асоціації класу «Дракон» (IDA), створеної в 1961 році, є олімпійський чемпіон — король Греції (у вигнанні) Костянтин II.

## Технічні характеристики
Яхти цього класу виготовляються за єдиним кресленням (монотип), що забезпечує їх однакові характеристики. Технічні характеристики:
- Довжина корпусу: повна — 8900 мм, по ватерлінії — 5710 мм;
- Ширина корпусу: 1950 мм;
- Висота борту на міделі: 660 мм;
- Осадка: 1200 мм;
- Водотоннажність: 1960 кг;
- Маса киля: 1000 кг;
- Висота щогли: ? мм;
- Площа вітрил: Грот — 16.0 м², стаксель — 11.7 м², спінакер — 23.6 м².
- Екіпаж: 3 людини.

На човні відсутні леєра.